# Bruce Abbott
Bruce Abbott (Portland, 28 luglio 1954) è un attore statunitense.

## Biografia
Nato e cresciuto a Portland, Oregon, nel 1972 si diploma alla David Douglas High School. Inizia la sua carriera come ballerino e attore nell'Oregon Shakespeare Festival in Ashland, Oregon, dove trascorre tre stagioni dal 1975 al 1978, comparendo nelle produzioni Storia d’inverno, Tutto è bene quel che finisce bene, Enrico VI, parte II, La tempesta e Riccardo II. Frequenta la Portland State University e dopo a San Francisco, California, la American Conservatory Theater.
Nel 1980, Abbott si trasferisce da Portland a Hollywood (“nel mezzo dello sciopero degli attori e non conoscevo nessuno”, ricorda). Poco dopo, viene scelto come cattivo nel film Tag: The Assassination Game e sul set conosce la sua futura prima moglie Linda Hamilton. Nel 1985 interpreta il ruolo di Dan Cain nel film horror di fantascienza Re-Animator (1985), ruolo che riprende anche nel sequel Re-Animator 2 (1990). Successivamente recita in Summer Heat (1987), un dramma d’epoca, con Lori Singer e Kathy Bates, nel film horror Vivere nel terrore (1988), diretto da Andrew Fleming, e nella commedia Casual Sex? (1989). Ottiene inoltre un ruolo da protagonista nel film futuristico per la televisione Out of time (1988), con Bill Maher.
Nel 1991 interpreta il ruolo di Harry Pierpoint nel film per la TV  Dillinger, con Sherilyn Fenn e Patricia Arquette. Appare nel film dell’orrore L'angelo del male (1996). Dal 1992 al 1993, interpreta il giudice Nicholas Marshall nella serie televisiva I giustizieri della notte. Nel corso della sua carriera, Abbott appare come guest star in molte serie TV: La signora in giallo, In tribunale con Lynn, Un detective in corsia e altre. Ottiene un ruolo ricorrente nella serie di breve durata The Net, basata sul film dallo stesso titolo interpretato da Sandra Bullock. Appare nel sequel del film horror L'angelo del male (1996), con Christopher Walken e Brittany Murphy. 
Abbott si è parzialmente ritirato dalla recitazione. È un architetto e artista e lavora nel settore della progettazione personalizzata. Ha progettato le sue ultime due case.

### Vita privata
Nel 1982 Abbott sposa Linda Hamilton, dalla quale ha un figlio, Dalton Bruce, nato il 4 ottobre 1989 (che si può vedere in Terminator 2 - Il giorno del giudizio come John Connor bambino). Nel 1989 la coppia divorzia e, nello stesso anno, sul set televisivo di Trappola da incubo Abbott conosce l'attrice Kathleen Quinlan, che sposa il 12 aprile 1994 e dalla quale ha un figlio, Tyler Quinlan (nato il 17 ottobre 1990).

## Filmografia

### Cinema
- Tag: The Assassination Game, regia di Nick Castle (1982)
- Perché proprio a me? (Why Me?), regia di Gene Quintano (1984)
- Giochi Stellari (The Last Starfighter), regia di Nick Castle (1984)
- Velluto blu (Blue Velvet), regia di David Lynch (1985)
- Re-Animator, regia di Stuart Gordon (1985)
- Brivido D'estate (Summer Heat), regia di Michie Gleason (1987)
- Interzone, regia di Deran Sarafian (1987)
- Vivere nel terrore (Bad Dreams), regia di Andrew Fleming (1988)
- Casual Sex?, regia di Geneviève Robert (1988)
- Out of Time, regia di Robert Butler - film TV (1988)
- Re-Animator 2 (Bride of Re-Animator), regia di Brian Yuzna (1989)
- The Demolitionist, regia di Robert Kurtzman (1995)
- Lo scorpione nero, regia di Jonathan Winfrey (1995)
- L'angelo del male (The Prophecy II), regia di Greg Spence (1998)
- Trance, regia di Gary Dean Orona (2002)
- Adult Film: A Hollywood Tale, regia di Brent Florence (2009)
- Eagles in the Chicken Coop, regia di Brent Florence (2010)

### Televisione
- Il grigio e il blu (The Blue and the Gray) - miniserie TV, 3 episodi (1982)
- MacGyver - serie TV, episodio 1x03 (1985)
- Command 5, regia di E.W. Swackhamer - film TV (1985)
- Baja Oklahoma, regia di Bobby Roth - film TV (1988)
- Trappola da incubo (Trapped), regia di Frank Walton – film TV (1989)
- La bella e la bestia (Beauty and the Beast) - serie TV, 2 episodi (1988-1990)
- Le inchieste di Padre Dowling (Father Dowling Mysteries) - serie TV, un episodio (1990)
- Johnny Ryan, regia di Robert L. Collins - film TV (1990)
- Kaleidoscope, regia di Jud Taylor - film TV (1990)
- Dillinger - Nemico pubblico numero uno (Dillinger), regia di Rupert Wainwright - film TV (1991)
- La signora in giallo (Murder, She Wrote) - serie TV, 3 episodi (1991-1995)
- I giustizieri della notte (Dark Justice) - serie TV, 20 episodi (1992-1993)
- Un detective in corsia (Diagnosis: Murder) - serie TV, un episodio (1994)
- Melanie Darrow , regia di Gary Nelson - film TV(1997)
- The Net - serie TV, 4 episodi (1998)
- In tribunale con Lynn (Family Law) - serie TV, 4 episodi (2000-2002)
- UC: Undercover – serie TV, un episodio (2002)

## Doppiatori italiani
Nelle versioni in italiano delle opere in cui ha recitato, Bruce Abbott è stato doppiato da:
- Gianni Williams in Vivere nel terrore
- Luciano Roffi in La bella e la bestia
- Fabrizio Temperini in Re-Animator 2
- Vittorio Guerrieri in La signora in giallo
- Oreste Rizzini ne I giustizieri della notte
- Gianni Bersanetti in Melanie Darrow - Delitto in famiglia